# کشیده‌سیمایان
کشیده‌سیمایان (نام علمی: ') نام یک تیره از شاخه طنابداران است.